# Schwarze Schwestern
Schwarze Schwestern (im Original On Black Sisters’ Street) ist der zweite Roman der belgisch-nigerianischen Schriftstellerin Chika Unigwe. Er handelt von vier schwarzen afrikanischen Frauen, die in Belgien als Sexarbeiterinnen tätig sind. Die deutsche Übersetzung von Ira Wilhelm erschien 2010 beim Tropen Verlag. Der Roman gewann 2012 den Nigeria-Literaturpreis (Nigeria Prize for Literature) und wurde international breit rezipiert.

## Entstehungs- und Publikationsgeschichte
Als Chika Unigwe in Belgien lebte, wurde sie darauf aufmerksam, dass unter den schwarzen Sexarbeiterinnen in Antwerpen viele, wie sie selbst, aus Nigeria stammten. Sie versuchte das Vertrauen einiger von ihnen zu gewinnen und mit ihnen ins Gespräch zu kommen bzw. sich ihre Geschichten erzählen zu lassen: wie sie nach Belgien gekommen waren; wie sie ihre soziale und berufliche Situation erlebten; wie sie sich an die Arbeit, die sie verrichteten, „gewöhnten“ usw. Der Roman enthält eine Danksagung, in der sich Unigwe zuerst bei den nigerianischen Sexarbeiterinnen bedankt, die ihr Einblicke in ihr Leben gewährten und ihre Fragen beantworteten.
Die niederländische Übersetzung Fata Morgana (2007) erschien zwei Jahre vor dem englischen Original On Black Sisters’ Street (2009).

## Inhalt
Der Roman handelt von vier Schwarzen Frauen – Sisi, Efe, Ama und Joyce – aus Nigeria und Sudan. Ihre Schicksale sind durch die Figur des Frauenhändlers Dele miteinander verbunden, der ihre Reisen nach Belgien, inklusive gefälschter Dokumente, organisiert hat. Die vorgestreckten Ausgaben – bei Sisi sind es 30.000 Euro – müssen sie mit Sexarbeit zurückzahlen. Die Frauen wohnen gemeinsam mit ihrer Zuhälterin, der „Madam“, und deren Chauffeur und Mann fürs Grobe, Segun, in der Zwartezusterstraat (Black Sisters’ Street) und arbeiten im Schipperskwartier, dem Hafen- bzw. Rotlichtviertel Antwerpens. Der Roman spielt größtenteils zwischen 2005 (dem Jahr, in dem Sisi nach Antwerpen kam) und 2006 (dem Jahr, in dem Sisi ermordet wurde) in Antwerpen. In Rückblenden erfahren die Lesenden mehr über die Vergangenheit der Protagonistinnen und darüber, wie sie nach Europa kamen.
Die meisten Kapitel werden personal, in der dritten Person, aus der Perspektive Sisis erzählt, die eigentlich Chisom heißt. Sie wächst als einzige Tochter ihrer Eltern in bescheidenen mittelständischen Verhältnissen in Lagos auf. Ihre Eltern ermöglichen ihr trotz schwieriger Finanzlage ein Studium. Nach ihrem Abschluss findet sie aufgrund mangelnder Beziehungen jedoch keinen Job. Ihr Freund Peter befindet sich als Lehrer, der nur unregelmäßig bezahlt wird und für seine Geschwister sorgen muss, ebenfalls in einer prekären Lage. Bei einem Frisörbesuch lernt Chisom Dele kennen, der ihr vorschlägt, als Sexarbeiterin nach Europa zu gehen. Sie trennt sich daraufhin von Peter und erzählt ihren Eltern, sie würde in Belgien als Nanny arbeiten. Sie beschließt für ihr neues Leben ihren Namen in Sisi zu ändern. Die Lesenden begleiten Sisis Übergang in ihr neues Leben Schritt für Schritt: ihre Ankunft in Antwerpen, ihr erfolgloses Ansuchen um Asyl, ihren ersten Geschlechtsverkehr als Sexarbeiterin in der Toilette einer Bar, ihr Wechsel von der Arbeit in der Bar zu ihrer eigenen Kabine mit Schaufenster im Rotlichtviertel, ihre Spaziergänge durch die Stadt tagsüber, bei denen sie sich vorstellt, eine reiche Touristin zu sein usw. Eine Wende stellt für Sisi ihre Bekanntschaft mit dem weißen Banker Luc dar. Die beiden verlieben sich ineinander und er drängt sie zum Ausstieg. Als sie den Entschluss dazu fasst und die Zwartezusterstraat verlässt, um zu ihm zu ziehen, macht Segun sie ausfindig und erschlägt sie. Im letzten Kapitel fliegt Sisis Seele zurück nach Lagos, verabschiedet sich von ihren Eltern und verflucht Dele und seine Töchter.
Sisis Ermordung führt dazu, dass Efe, Ama und Joyce beginnen, über ihre Vergangenheit zu sprechen und sich ihre Lebensgeschichten zu erzählen. Efe wächst in ärmlichen Verhältnissen in Lagos auf, wo sie nach dem Tod ihrer Mutter früh die Schule verlassen muss, um sich um ihre Geschwister zu kümmern. Sie hat bereits als Jugendliche ein Verhältnis mit einem älteren Mann, der sie für Sex bezahlt. Als sie von ihm schwanger wird, wendet er sich von ihr ab. Sie arbeitet als Reinigungskraft für Dele, der ihr eines Tages das Angebot macht, als Sexarbeiterin nach Europa zu gehen. Sie entschließt sich zu diesem Schritt, um ihrem Sohn ein besseres Leben bieten zu können.
Ama stammt aus einer religiösen, gut situierten Familie aus Enugu. An ihrem achten Geburtstag beginnt ihr (Stief-)Vater, sie sexuell zu missbrauchen. Als sie später, als Jugendliche, ihre Eltern damit konfrontiert, streitet ihr Vater alles ab und ihre Mutter glaubt ihr nicht. Sie muss ihr Zuhause verlassen und kommt bei der Cousine ihrer Mutter, Mama Eko, in Lagos unter. In deren kleinem Restaurant hilft Ama mit. Einer der großzügigsten Stammkunden ist Dele. Um der Monotonie und Perspektivenlosigkeit in Lagos zu entkommen, geht sie auf sein Angebot ein, sie als Sexarbeiterin nach Europa zu bringen.
Joyce, die eigentlich Alek heißt, ist die einzige der Protagonistinnen, die nicht aus Nigeria stammt. Sie wuchs in einer kleinen Ortschaft im Sudan auf. Als sie fünfzehn Jahre alt ist, wird ihre Familie von Dschandschawid-Soldaten überfallen. Ihre Eltern und ihr Bruder werden vor ihren Augen ermordet und sie selbst von einer Gruppe Soldaten vergewaltigt. In einem Lager für Geflüchtete lernt sie den nigerianischen Soldaten Polycarp kennen. Die beiden verlieben sich ineinander und er nimmt sie mit nach Lagos. Seine Familie akzeptiert jedoch die Verbindung mit einer Ausländerin nicht, weshalb er sie über Dele, der ihr auch den Namen „Joyce“ gibt, nach Europa vermittelt – angeblich, um dort als Nanny zu arbeiten. Im Gegensatz zu Sisi, Efe und Ama weiß Alek/Joyce nicht, welcher Art von Arbeit sie in Belgien nachgehen wird.
In einem der letzten Kapitel wird in knappen Vorausdeutungen erzählt, wie es den Frauen nach Abzahlung ihrer Schulden an Dele ergehen wird: Efe bleibt in Antwerpen, wird selbst zur Madam und lässt nigerianische Sexarbeiterinnen für sich arbeiten. Ama eröffnet eine Boutique in Lagos und ernennt Mama Eko zur Managerin. Joyce geht ebenfalls zurück nach Lagos und eröffnet dort eine Schule, die sie nach Sisi benennt.

## Form

### Aufbau und Zeit
Der Roman hat 27 Kapitel und ist nicht chronologisch bzw. linear erzählt. Das erste Kapitel setzt am 12. Mai 2006 ein: Die Lesenden folgen darin zunächst Sisi, die verliebt und fröhlich ist. Sie spaziert in Erwartung eines neuen Lebens mit ihrem Freund Luc durch Antwerpen, macht sich aber auch Sorgen um die Frauen, die sie in der Zwartezusterstraat zurücklassen wird. Im Anschluss wird ein Einblick in das Haus in der Zwartezusterstraat vermittelt, in dem sich die Frauen, an die Sisi denkt, Ama, Joyce und Efe, auf ihre Arbeit vorbereiten und bemerken, dass Sisi nicht da ist. Die folgenden Kapitel springen zwischen der erzählten Gegenwart im Jahr 2006 und der näheren und ferneren Vergangenheit hin und her, vor allem zwischen den Monaten vor dem 12. Mai 2006 und dem Leben der Protagonistinnen in Nigeria und Sudan, bevor sie nach Europa gekommen sind. Neben den häufigen Rückblicken (Analepsen) finden sich vereinzelt auch Vorausdeutungen (Prolepsen). Da der Roman im Mai 2006 aus Sisis Perspektive, kurz vor ihrer Ermordung, beginnt und auch endet, weist er eine zirkuläre Struktur auf.

### Erzählperspektiven
Der Roman ist durchgängig in der dritten Person erzählt und reich an Dialogen. Die Kapitelüberschriften geben Auskunft über die Erzählperspektive der jeweiligen Kapitel. Neben den Namen der Protagonistinnen Sisi, Ama, Joyce (bzw. Alek, Joyce’ früherer Name) und Efe, fungieren auch das Datum 12. Mai 2006 (einmalig) und Zwartezusterstraat (neun Mal) als Kapitelüberschriften. Während die mit den Namen der Protagonistinnen überschriebenen Kapitel aus der Perspektive der jeweiligen Figur erzählt sind, nehmen der 12. Mai 2006 und die Zwartezusterstraat eine allwissende Erzählperspektive ein. Am häufigsten fungiert Sisi als Erzählerin. 13 von 27 Kapiteln sind (überwiegend) aus ihrer Perspektive erzählt. Teilweise finden sich darin aber auch allwissende Passagen, z. B. wenn im 25. Kapitel vorausdeutend erzählt wird, wie es Ama, Joyce und Efe nach Begleichung ihrer Schulden ergehen wird.

### Sprache
Der Roman wurde auf Englisch verfasst, enthält aber auch zahlreiche Ausdrücke und Sätze in nigerianischem Pidgin-Englisch. Insbesondere die Rede der Figuren Efe und Dele ist häufig in Pidgin gehalten. Auch einzelne Sätze und Wörter in Igbo finden sich, z. B. wenn Mama Eko (im Kapitel „Ama“) spricht. Diese sind durch Kursivsetzung hervorgehoben und werden in der Regel von einer Übersetzung (Paraphrase) begleitet.

## Rezeption

### Rezeption bei Erscheinen
Der Roman wurde international breit rezipiert, u. a. in The New York Times, The Guardian und Kirkus Reviews. In ihrer Rezension für The Independent schreibt Bernardine Evaristo, es handle sich um einen wichtigen und gelungenen Roman. Unigwe gebe den Stimmlosen eine Stimme, vertiefe die Geschichten derer, die ihren Körper zum Verkauf anbieten, und verleihe denen Würde, denen sie genommen wurde.
In ihrer ausführlichen Besprechung für die südafrikanische Online-Zeitschrift LitNet hebt Annie Gagiano die Weigerung des Romans hervor, seine Protagonistinnen als passive Opfer brutaler sexueller, finanzieller und rassistischer Ausbeutungssysteme darzustellen. Die Rezensentin lobt vor allem Unigwes Darstellung der Einzigartigkeit jeder ihrer Hauptfiguren und die Abwesenheit eines sentimentalisierenden oder dämonisierenden Othering der Sexarbeiterinnen.
Auch in deutschsprachigen Feuilletons haben sich Literaturkritikerinnen positiv geäußert. In ihrer Rezension in der Frankfurter Allgemeinen Zeitung hebt Kathleen Hildebrand hervor, dass Unigwe die Gratwanderung zwischen Literatur und Dokumentation geglückt sei. Der Roman reproduziere keine Klischees und sei weder voyeuristisch noch sentimental. In einer klaren und bildlichen Sprache präsentiere die Autorin „starke, pragmatische Charaktere, keine Opfer“. Die Würde der Figuren und das erzählerische Geschick Unigwes werden auch von Irene Binal in der Neuen Zürcher Zeitung gelobt. In ihrer Besprechung des Romans für den Deutschlandfunk fasst Imogen Reisner ein ähnliches Urteil: „Klar und nüchtern, aber niemals voyeuristisch, mit starken Bildern und einer Vielzahl gut recherchierter Details“.

### Wirkungsgeschichte
Der Roman gewann 2012 den mit 100.000 US-Dollar dotierten Nigeria-Literaturpreis (Nigeria Prize for Literature).
2016 stellte Gemeinsam für Afrika, ein Bündnis von Nicht-Regierungsorganisationen, die sich u. a. in der entwicklungspolitischen Bildungsarbeit in Deutschland engagieren, Schwarze Schwestern als eines von zehn afrikanischen Büchern vor, die man gelesen haben muss.
Der Roman wurde auch seitens der Literaturwissenschaft extensiv besprochen, z. B. in Bezug auf die darin repräsentierten Europabilder und die Aneignung eines städtischen europäischen Raums durch die Protagonistinnen; das „Schwarz werden“ der Protagonistinnen in Belgien bzw. die soziale Konstruktion des Schwarzseins; den afrikanischen Feminismus; die Verbindung des Romans zum Genre der slave narratives; und den Frauenhandel, die Sexarbeit und die ambige Handlungsmacht der Protagonistinnen.
On Black Sisters’ Street wurde ins Niederländische, Italienische, Deutsche, Polnische und Französische übersetzt.